# デボン・ムーア
デボン・ムーア（Devon Moore）のリングネームで知られるチャールズ・レナー（Charles Renner）は、アメリカ合衆国のプロレスラー。ペンシルバニア州フィラデルフィア出身。

## 来歴
2006年6月、IWAミッドサウスの『デスマッチの祭典』―キング・オブ・ザ・デスマッチ選手権(KOTDM)に初出場。そこではディスファンクションを相手に1回戦での敗退という結果に終わるも、それからおおよそ2年後のこの大会において、イアン・ロッテンと組んだうえで1回戦目を制し、続けて2回戦でそのロッテンを下し、蛍光灯の山を用いた3回戦目のバトルロイヤルでダイ・ハードを下し、ついには決勝戦に進出。ダニー・ハボックを相手に、有刺鉄線ロープのリングに200本の蛍光灯と蛍光灯やぐらとを用いたデスマッチを敢行し、これを制してこの大会の優勝者の座に君臨すると同時に、IWAミッドサウスデスマッチ王座を獲得するに至った。
そんなこの年―2008年にあっては、ジョシュ・アバクロンビー∽ミッキー・ナックルズと組んでIWAミッドサウスのタッグ王座を獲得したうえ、『レスラー』というハリウッド映画に端役の一人として出演。更にはドリュー・ブラッドと組んだうえでコンバット・ゾーン・レスリング(CZW)へと殴り込みを掛け、この年のトーナメント・オブ・デス選手権(TOD)に出場。迎え撃ちに来たニック・ゲージ∽ドレイク・ヤンガー組と戦い、そのまま1回戦での敗退という結果に終わった。
2009年には自身3度目となったKOTDMへの出場を行い、xOMGxとの1回戦で、有刺鉄線テーブル／有刺鉄線梯子／有刺鉄線網を用いたデスマッチを敢行。そのまま敗退という結果に終わるも、続けて戦うことになったバトルロイヤル戦において、ニック・ゲージと組んだうえでこれを制し、同時にIWAミッドサウスタッグ王座を獲得。そのおおよそ3ヵ月後に再びTODへと赴き、その非正規戦でグレッグ・エクセレントを相手に敗退。それからほどなくののちにCZWのベスト・オブ・ザ・ベスト選手権へと初出場。ピンキー・サンチェスを下して1回戦目を勝ち進むも、3対3のバトルロイヤルであった第2回戦でエゴティスティコ・ファンタスティコに破れ退いた。
この年にはIWAイーストコーストのデスマッチ選手権―マスターズ・オブ・ペインへの初参戦を行いもしたものの、宮本裕向を相手に一回戦目で敗退した。

## 得意技
- シューティングスタープレス

フィニッシャー。
- ムーア・ザン・ジャスト・アン・エルボー

ローリングエルボー
- ランニングエルボー
- STO
- ヤクザキック
- ブロックバスター

## 獲得タイトル
CZW
- CZW世界ヘビー級王座 : 1回
- CZW世界タッグ王座 : 2回

w / ダニー・ハボック
wXw
- wXw世界タッグ王座 : 1回

w / ドリュー・ブラッド
- wXwエリートタッグ王座 : 1回

w / サビアン
- wXw世界クルーザー級王座 : 1回

他、アメリカのインディー団体を中心に多数のタイトルを獲得。